# Endemol Fiction
 (juin 2018).
Si vous disposez d'ouvrages ou d'articles de référence ou si vous connaissez des sites web de qualité traitant du thème abordé ici, merci de compléter l'article en donnant les références utiles à sa vérifiabilité et en les liant à la section « Notes et références ».
Shine Fiction (anciennement Endemol Fiction puis EndemolShine Fiction) est une filiale d'Endemol Shine Group. Créée en mai 2007 et dirigée par Nora Melhli (jusqu’en 2012), il s'agit d'une société de production de séries et de téléfilms pour la télévision. 
Le 25 mai 2008, la première production d'Endemol Fiction, L'arbre de mai, tirée du livre éponyme d'Édouard Balladur et racontant les événements de mai 68 depuis l'intérieur de Matignon a été diffusée sur France 3. Il s'agit d'un docu-fiction de 90 minutes écrit et réalisé par le journaliste Claude Ardid.